# Luca Luzardi
Luca Luzardi (Manerbio, 18 de fevereiro de 1970) é um ex-futebolista profissional italiano que atuava como defensor.

## Carreira
Luca Luzardi começou na Brescia Calcio.